# Deniz Gözen
Deniz Gözen (* 20. Juni 1990 in Istanbul) ist eine türkische Schauspielerin.

## Leben und Karriere
Gözen wurde am 20. Juni 1990 in Istanbul geboren. Ihre Zwillingsschwester Melis Gözen ist ebenfalls Schauspielerin. Sie absolvierte ihre Schulausbildung am İstek Bilge Kağan Anadolu Lisesi und schloss 2014 ihr Studium im Fach Journalismus an der Kommunikationsfakultät der Marmara-Universität ab.
Ihr Debüt gab sie 2005 in der Fernsehserie Aşk Her Yaşta. Bekanntheit erlangte sie durch ihre Rollen in Bez Bebek und in Genco.  Weitere Rollen hatte sie in den Serien Gurbet Kuşları, Parmaklıklar Ardında, Ömre Bedel als Geniş Aile. Zudem spielte sie 2011 in dem Film Gölgedeki Aşk - Ölüm Ve Para. 

## Filmografie
Filme
- 2011: Gölgedeki Aşk - Ölüm Ve Para

Serien
- 2005: Aşk Her Yaşta
- 2007: Bez Bebek
- 2007: Genco
- 2008: Gurbet Kuşları
- 2009: Parmaklıklar Ardında
- 2009: Ömre Bedel
- 2010: Geniş Aile